# Eugen Baumann
Eugen Baumann (Cannstatt, 1846-Friburgo de Brisgovia, 2 de noviembre de 1896) fue un químico alemán.

## Biografía
Nacido en 1846 en Cannstatt, Wurtemberg, comenzó sus estudios en Stuttgart. Después de estudiar Química, Física y Ciencias Naturales en el Politécnico de Stuttgart, trabajó como aprendiz de farmacéutico en el negocio de su padre. Aprobó el examen para lograr el título de farmacéutico en 1870, en Tubinga. Allí conoció a Felix Hoppe-Seyler, quien fue una influencia decisiva para que desarrollara su carrera de investigación química. Se doctoró en Tubinga en 1872, con una tesis sobre compuestos vinílicos, después de haber servido como asistente de Hoppe-Seyler. Baumann fue el primero en sintetizar el PVC, aunque hasta 1912 no aparecería un proceso de síntesis comercial del polímero. También fue el descubridor de la reacción Schotten-Baumann, un método de obtención de amidas a partir de aminas y cloruros de acilo, de manera conjunta junto al también alemán Carl Schotten.
Cuando Hoppe-Seyler aceptó la cátedra en Estrasburgo en 1872, Baumann se trasladó con él y sería su primer asistente. Tras la inauguración del nuevo Instituto de Fisiología en Berlín, de Emil Du Bois-Reymond, en 1877, a Baumann se le ofreció la dirección del laboratorio químico, puesto que aceptaría. En 1882 fue nombrado profesor extraordinario en la Facultad de Medicina de Berlín; en octubre de 1883 aceptó ser sucesor de von Babo en Friburgo de Brisgovia, de donde ya no se movería. Pocos meses antes de morir dedicó un obituario a su amigo Hoppe-Seyler, escrito junto a Albrecht Kossel. Baumann falleció finalmente en Friburgo de Brisgovia, el 2 de noviembre de 1896.